# Rio Paraibuna (médio Paraíba do Sul)
O rio Paraibuna é um curso de água que banha os estados de Minas Gerais e do Rio de Janeiro, Brasil.
Nasce no município de Antônio Carlos, Minas Gerais, e recebe como principais afluentes o rio do Peixe, o rio Cágado e o rio Preto antes de desaguar no rio Paraíba do Sul no município de Três Rios, no Rio de Janeiro. Dentre os municípios banhados pelo rio Paraibuna, destaca-se Juiz de Fora, importante polo industrial de Minas Gerais. 
Ao longo do vale do Paraibuna foram abertas estradas que historicamente marcaram o povoamento e o desenvolvimento de Minas Gerais e da Zona da Mata Mineira, como o Caminho Novo das Minas em 1707, a Estrada União e Indústria em 1856 e também a Estrada de Ferro Central do Brasil.
O rio Paraibuna também está ligado ao pioneirismo da utilização dos rios brasileiros para a geração de energia. Nele foi construída em 1889, no município de Juiz de Fora, a Usina de Marmelos, primeira usina hidrelétrica da América do Sul.
A partir do ponto em que recebe as águas de seu afluente rio Preto, o rio Paraibuna serve de divisa entre os estados de Minas Gerais e do Rio de Janeiro até a sua foz no rio Paraíba do Sul. Neste trecho, a partir do município de Comendador Levy Gasparian, o rio Paraibuna apresenta corredeiras propícias à prática do Rafting.
Seu nome é provavelmente oriundo da junção das palavras indígenas pará y b'una, que da língua tupi, significa grande rio de águas escuras.
O nome também é dado a um importante curso fluvial para o Estado de São Paulo — o rio Paraibuna paulista — que nasce no município de Cunha (São Paulo) e, junto com o Paraitinga, forma a origem do Paraíba. Como ambos fluxos d'água alimentam a bacia hidrográfica do Paraíba, pode-se haver confusão quando não há as descrições necessárias para especificá-los.